# 莫焦乌迪内塞

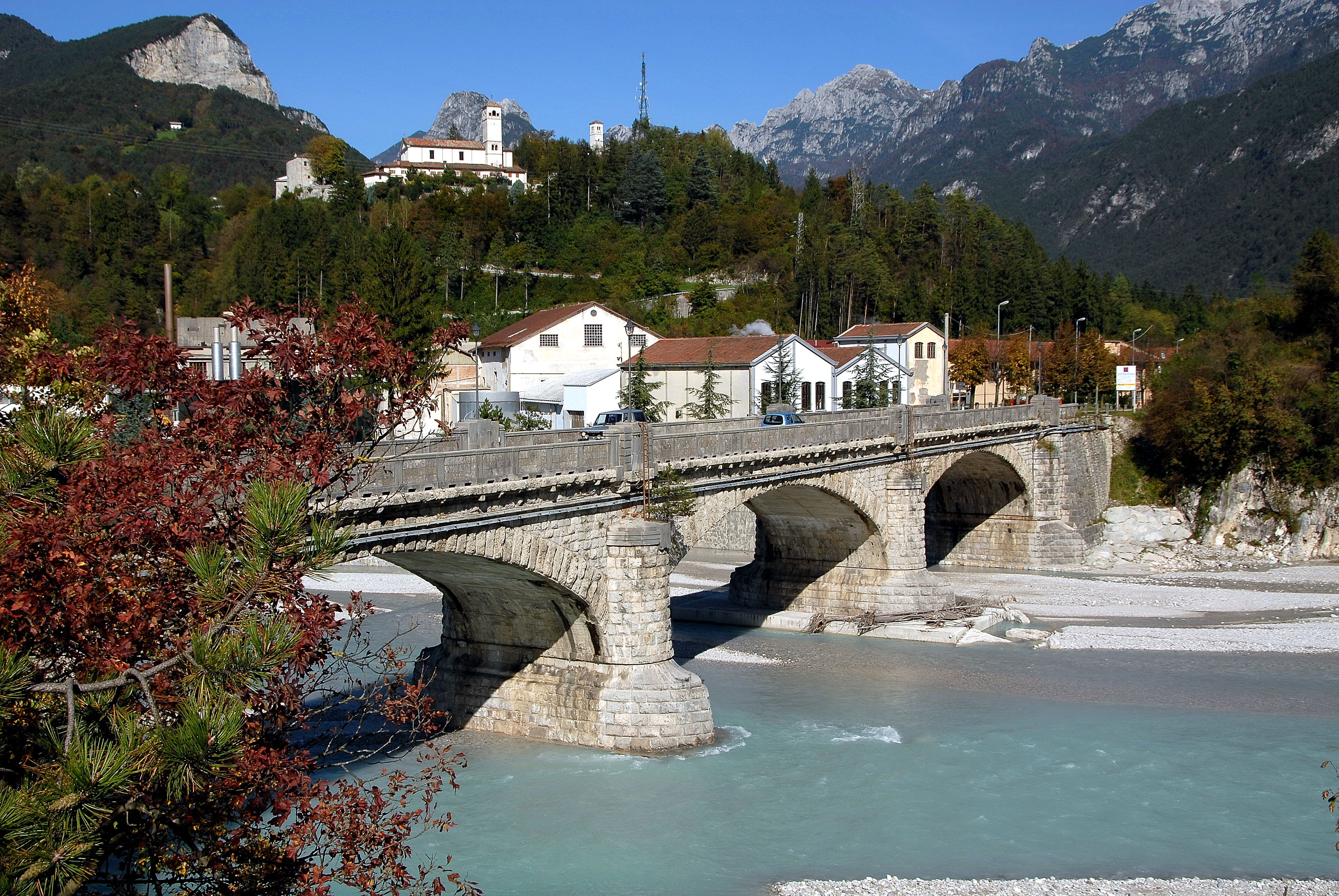
桥梁

莫焦乌迪内塞（義大利語：Moggio Udinese）是意大利弗留利-威尼斯朱利亚大区烏迪內省的市镇。市镇面积为143.5平方公里，2016年人口数量为1,745人。